# Pyrrhura peruviana
Pyrrhura peruviana, "vågbröstad parakit", är en nyligen beskriven fågelart i familjen västpapegojor inom ordningen papegojfåglar.

## Utbredning och systematik
Fågeln delas in i två underarter med följande utbredning:
- P. p. peruviana – sydöstra Ecuador (utmed floderna Rio Zamora och Rio Santiago) och nordöstra Peru (utmed Rio Santiago, Rio Cenepa och Rio Kagka till Chamicuros och Chyavitas)
- P. p. dilutissima – centrala Peru i området där Rio Ene och Rio Quipachiari förenas samt kring Luisiana i Cordillera Vilcabamba

Den betraktas oftast som underart till rosenpannad parakit (Pyrrhura roseifrons), men urskiljs sedan 2014 som egen art av Birdlife International, IUCN och Handbook of Birds of the World.

## Status
Den kategoriseras av IUCN som livskraftig.